# Teodoro Obiang Nguema
Teodoro Obiang Nguema Mbasogo (Acoacán-Esangui, 1942) és un polític i militar equatoguineà d'ètnia fang, actual president de Guinea Equatorial des del 3 d'agost de 1979.

## Biografia
Va néixer a Akoakam-Esangui, districte de Mongomo, sent el tercer de deu germans. Als 8 anys va començar a l'escola de Mongomo i després al grup escolar Cardenal Cisneros a Ebebiyin. Va seguir els seus estudis a l'acadèmia militar espanyola de Saragossa, essent anomenat tinent durant el mandat del seu oncle Francisco Macías Nguema.

## Cop d'estat i presidència
El 3 d'agost de 1979 amb un cop d'estat va derrocar el seu oncle Francisco Macías Nguema, a qui després va executar.
Començà una forta repressió contra tot tipus d'oposició, moltes persones d'oposició al seu règim van ser apressades o executades.
El setembre de 1990 Amnistia Internacional va acusar Obiang de practicar la tortura.
El novembre de 2021, Teodoro Obiang Nguema Mbasogo va ser designat al congrés del seu partit com a candidat per a un sisè mandat a les eleccions de 2023.